# Solanum villosum
Espèce
Solanum villosum, la Morelle velue, morelle poilue ou morelle orangée est une espèce végétale de la famille des Solanaceae.

## Taxonomie

### Sous-espèces
- Solanum villosum subsp. miniatum (Bernh. ex Willd.) Edmonds, 1984
- Solanum villosum subsp. villosum Mill., 1768

### Synonymie
Selon ITIS (9 avril 2016) :
- Solanum luteum Mill.
- Solanum luteum ssp. alatum (Moench) Dostál
- Solanum alatum Moench
- Solanum nigrum var. villosum L.

## Distribution
On trouve cette espèce en Europe, Afrique du Nord, Amérique du Nord et aussi en Australie où elle est naturalisée.

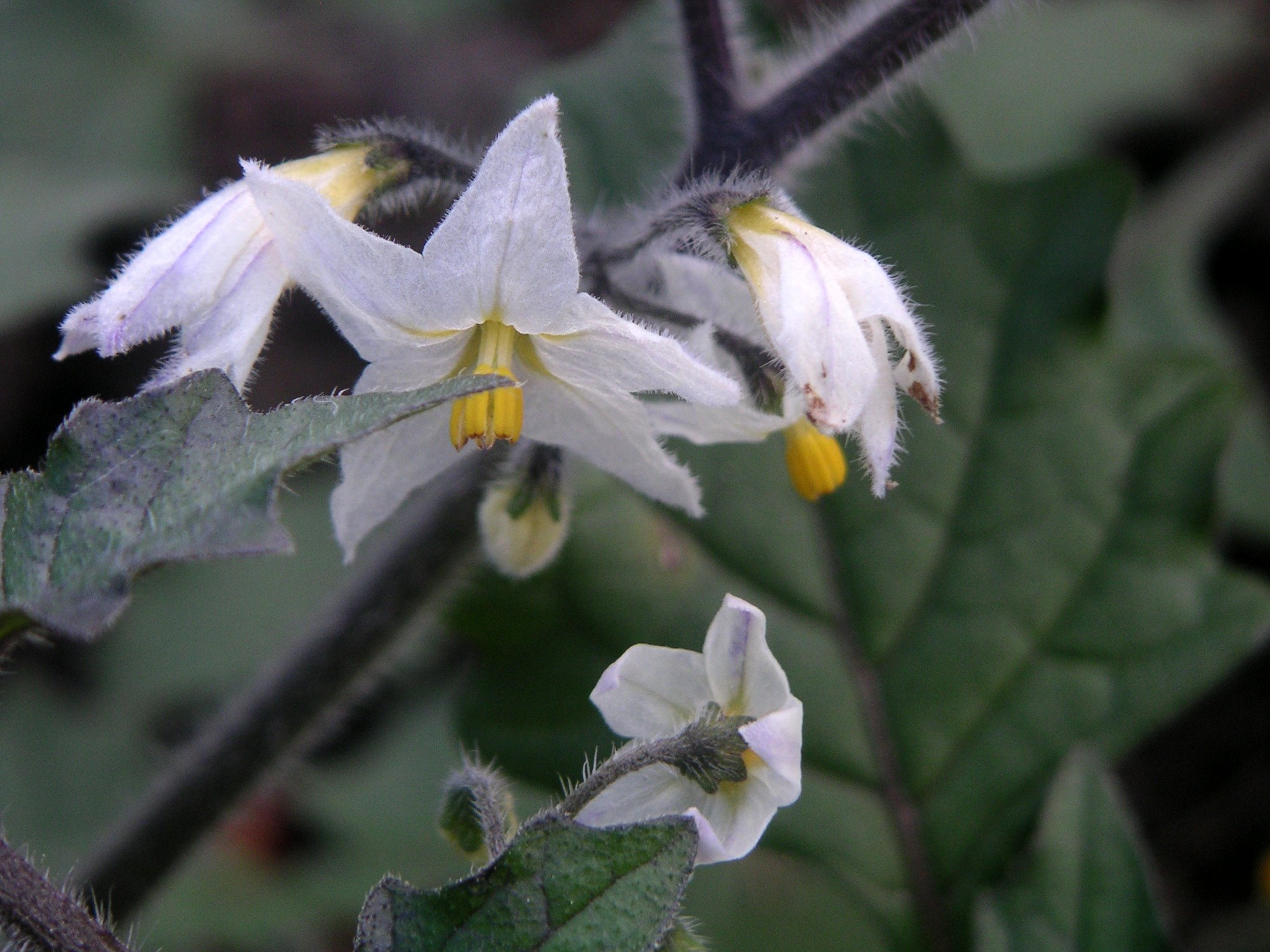
Fleurs au jardin botanique de Krefeld en Allemagne
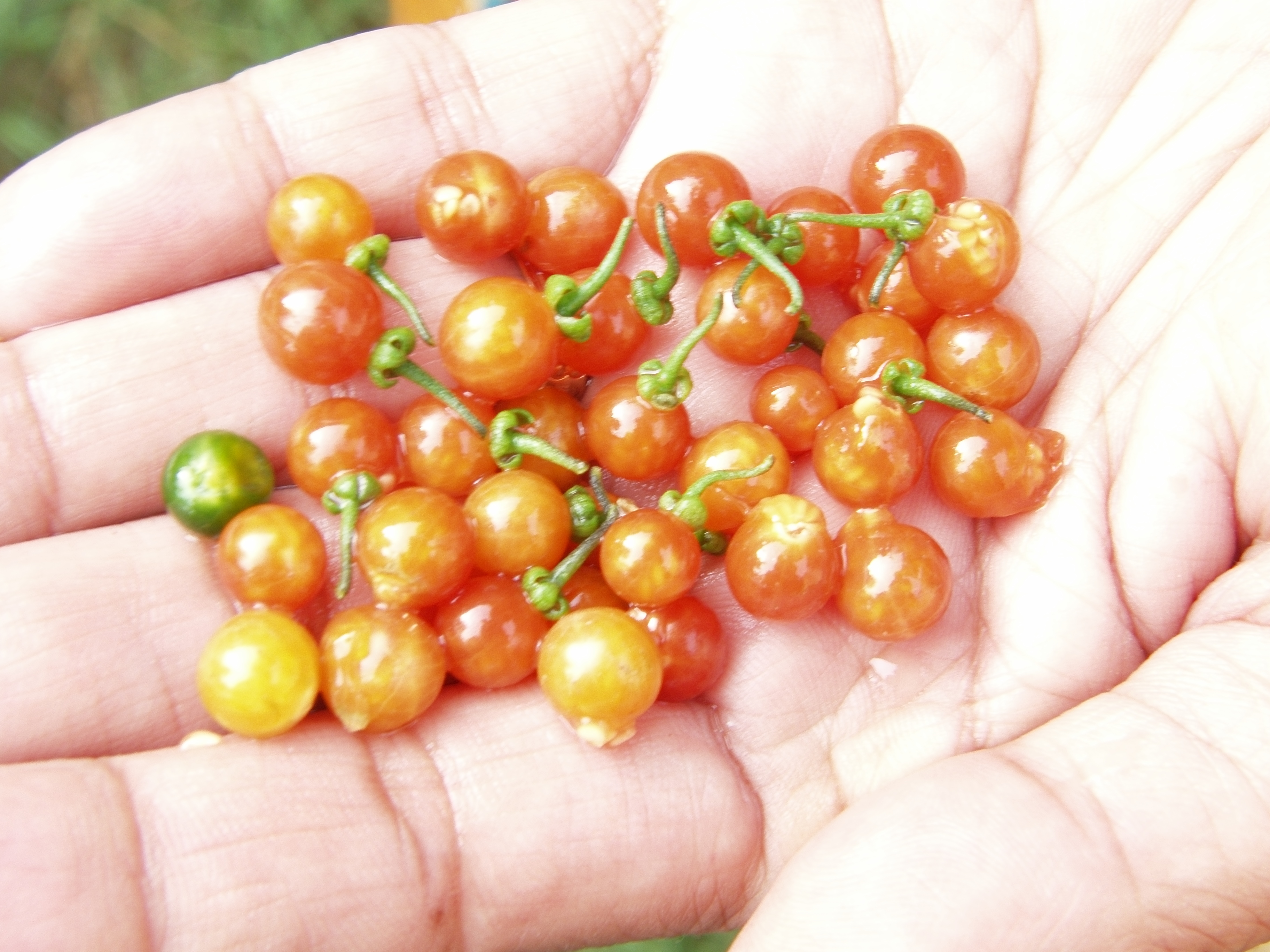
Baies
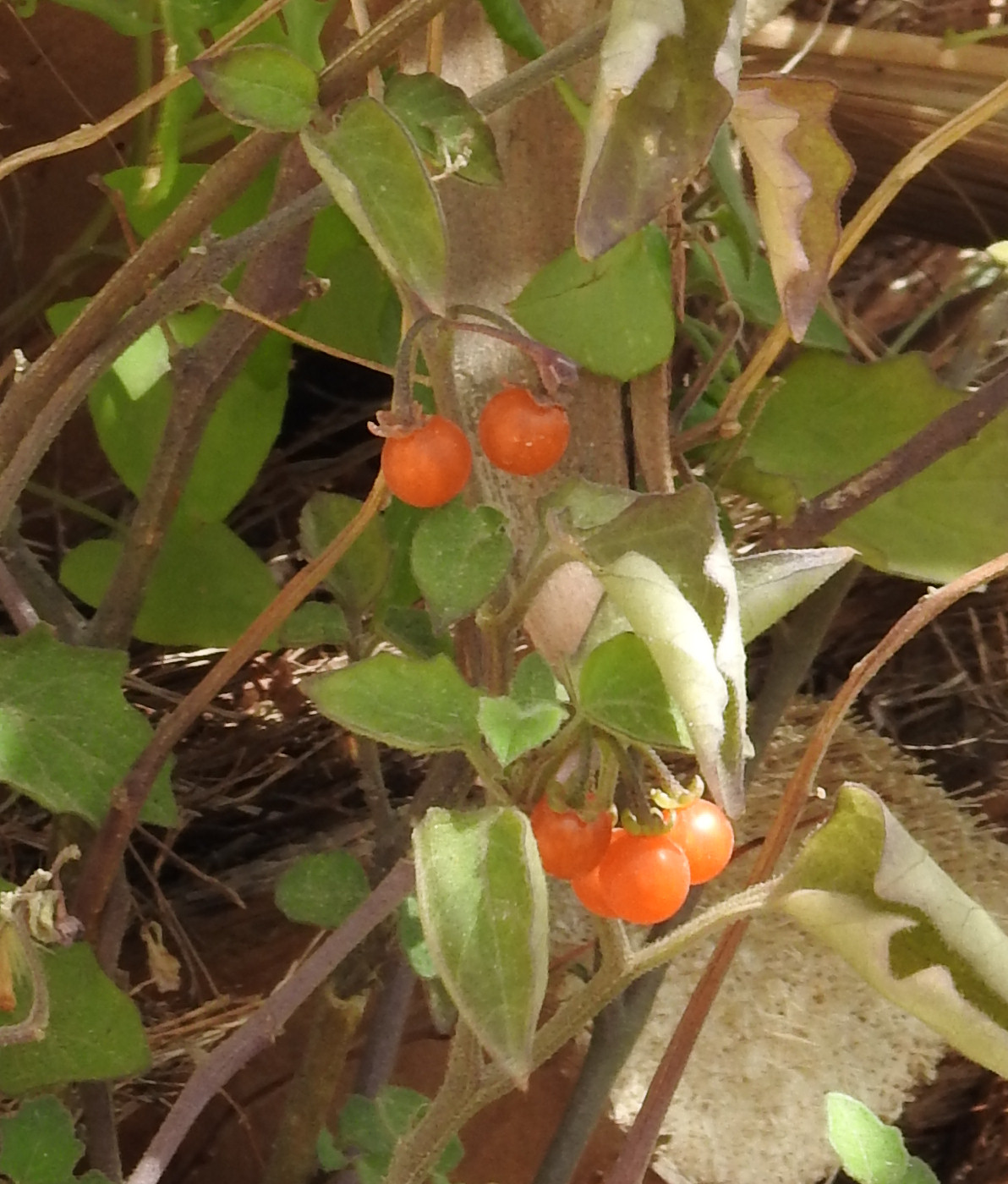
Baies à Palerme en Sicile
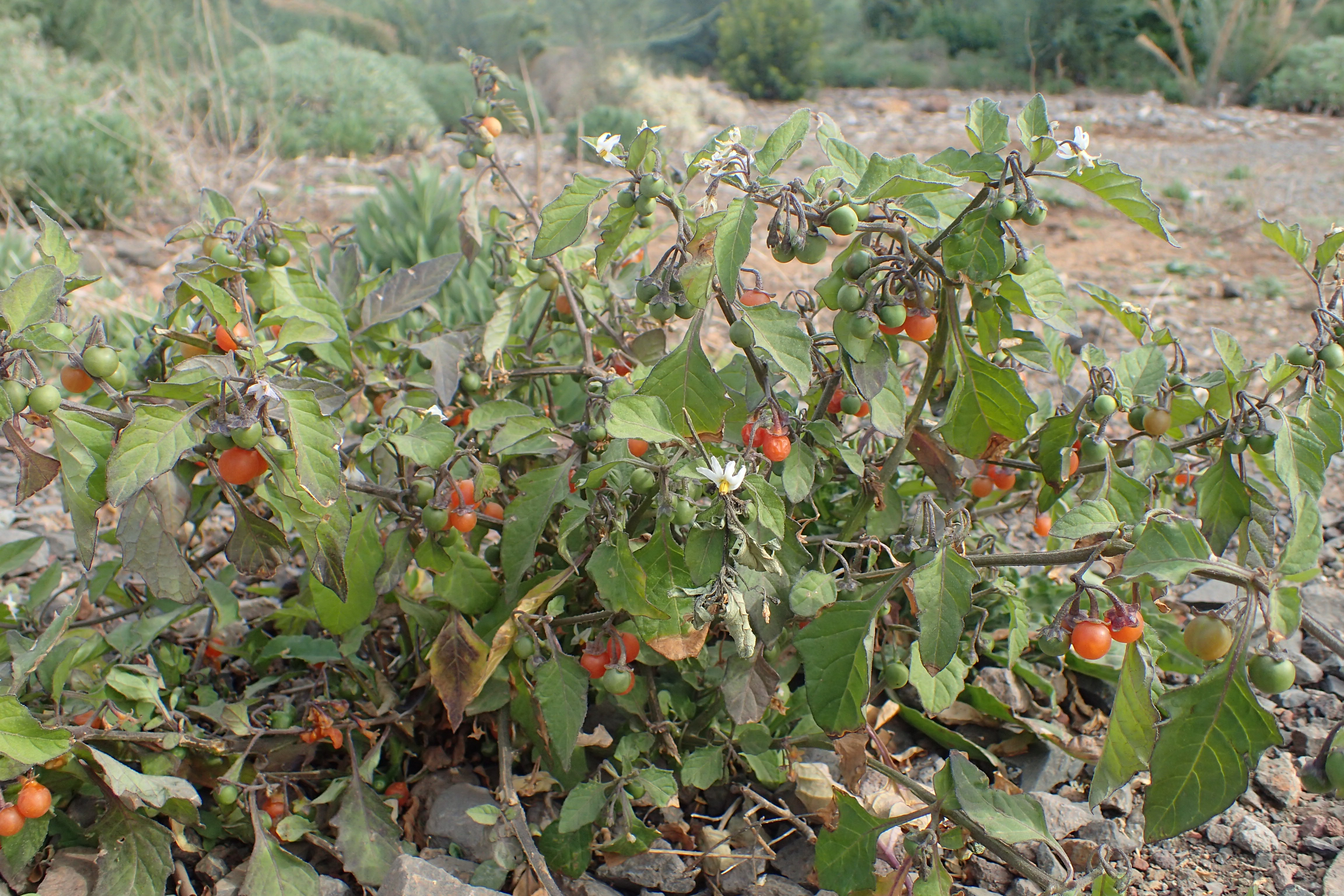
Plant entier à Tenerife

## Description
C'est une plante herbacée annuelle atteignant 70 cm recouverte de poils dont la quantité est variable. Les feuilles sont ovales, longues de 8 cm environ et larges de 3 à 6 cm, entières ou faiblement lobées, et dont le pétiole mesure environ 4,5 cm. L'inflorescence est constituée de fleurs groupées par 3 à 8. La corolle est blanche ; elle est suivie par des baies globuleuses orangées toxiques de 5 à 9 mm de diamètre. Les graines jaune pâle varient de 1,7 à 2,3 mm. 